# Raymond Tuckey
Charles Raymond Davys Tuckey (Godalming, 15 giugno 1910 – Godalming, 15 ottobre 2005) è stato un tennista britannico.

## Carriera
Con Pat Hughes si aggiudica la finale del doppio maschile al torneo di Wimbledon del 1936. Lo stesso anno è membro della squadra britannica di Coppa Davis.